# Phelsuma ravenala
Espèce
Statut de conservation UICN

 LC  : Préoccupation mineure
Statut CITES
Phelsuma ravenala est une espèce de geckos de la famille des Gekkonidae.

## Répartition
Cette espèce est endémique de Madagascar. Elle se rencontre dans les régions de Vatovavy-Fitovinany, d'Atsinanana et d'Analanjirofo. Elle vit sur la plante Ravenala madagascariensis.

## Description
Phelsuma ravenala mesurent de 49 à 61 mm.

## Étymologie
Son nom d'espèce lui a été donné en référence à la plante ou elle a été découverte, Ravenala madagascariensis.

## Publication originale
- Raxworthy, Ingram, Rabibisoa & Pearson, 2007 : Applications of Ecological Niche Modeling for Species Delimitation: A Review and Empirical Evaluation Using Day Geckos (Phelsuma) from Madagascar. Systematic Biology, vol. 56, p. 907-923 (texte intégral).